# El alquimista impaciente (novela)
El alquimista impaciente es una novela del escritor español Lorenzo Silva publicada en 2000, ganadora del Premio Nadal. Es la segunda novela protagonizada por los guardias civiles Bevilacqua y Chamorro.
Ha sido adaptada al cine en una película con el mismo título de 2002 dirigida por Patricia Ferreira.

## Argumento
Un cadáver desnudo, sin rastros de violencia, aparece atado a una cama en un motel de carretera. El sargento Bevilacqua, atípico investigador criminal de la Guardia Civil, y su ayudante, la guardia Chamorro, reciben la orden de resolver el enigma.
La investigación que sigue no es una mera pesquisa policial. El sargento y su ayudante deberán llegar al lado oscuro e inconfesable de la víctima, a su sorprendente vida secreta, así como a las personas que la rodeaban, en su familia, en la central nuclear donde trabajaba. Y desentrañar un cada vez más complejo entramado de dinero e intereses que los llevará a varias ciudades. Pero la clave, como en la alquimia, está en la paciencia; la que necesitarán los investigadores y también la que les faltó, de uno u otro modo, a los personajes con los que se tropiezan en su búsqueda.